# Çalıkuşu (Fernsehserie)
Çalıkuşu ist eine türkische Fernsehserie aus dem Jahr 2013 produziert von Tims Productions und ausgestrahlt von Kanal D. Es ist eine Adaption des gleichnamigen Buches des türkischen Schriftstellers Reşat Nuri Güntekin, das 1922 veröffentlicht wurde. Darsteller sind die türkischen Schauspieler Burak Özçivit und Fahriye Evcen. Die Serie wurde in verschiedene Länder wie Israel, Iran, Serbien, Bulgarien, Russland, Ukraine und Kasachstan verkauft.

## Handlung
Das Mädchen Feride lebt nach dem Tod seiner Mutter in einem Internat. Die Ferien verbringt sie im Haus ihrer Tante und ihres Onkels. In ihrer Kindheit ist sie für ihre unangepasstes Verhalten bekannt und rivalisiert stark mit ihrem Cousin Kamran. Als sie älter wird, beginnt sie eine Liebesbeziehung mit ihm.

## Besetzung
- Burak Özçivit als Kamran
- Fahriye Evcen als Feride
- Mehmet Özgür als Seyfettin
- Elif İskender als Besime
- Ebru Helvacıoğlu als Necmiye
- Deniz Celiloğlu als Selim
- Begüm Kütük Yaşaroğlu als Neriman
- Güneş Hayat als Gülmisal Kalfa
- Hülya Gülşen als Dilber Kalfa
- Elif Sümbül Sert als Nuriye
- Alptekin Serdengeçti als Levent
- Aslı İçözü als Frau Aleksi
- Pınar Çağlar Gençtürk als Münevver

## Ausstrahlung
Die Erstausstrahlung in der Türkei fand ab dem 23. September 2013 auf Kanal D statt. Die letzte Folge wurde am 17. Mai 2014 gesendet.
| Land       | Kanal        | Erstausstrahlung   |
| ---------- | ------------ | ------------------ |
| Bulgarien  | Diema Family | 17. Dezember 2015  |
| Serbien    | Prva TV      | 25. Januar 2016    |
| Ukraine    | Канал Бігуді | 24. Oktober 2016   |
| Usbekistan | Milli TV     | 18. September 2018 |

## Auszeichnungen
- Auszeichnung mit dem Elle Style Award 2014 für Burak Özçivit[2]

## Verweise
1. ↑  Wren – Lovebird (Calikusu). In: www.turkishdrama.com. Abgerufen am 17. Juni 2021.
2. ↑  Son Güncelleme: Elle Style Awards 2013. In: gazetevatan.com. 7. Dezember 2013, abgerufen am 19. Februar 2022 (türkisch).